# Никулин, Сергей Николаевич
Серге́й Никола́евич Нику́лин (1 января 1951, Душанбе, ТадССР, СССР) — советский футболист, тренер. Мастер спорта СССР международного класса (1979).

## Биография
Воспитанник юношеских клубных команд (с 1964) и школы «Динамо» (Москва, 1968). В «Динамо» (Москва) — 1969-84 (по май), «Динамо» (Кашира) — 1984 (с июня)-85. В чемпионатах СССР (высшая лига) — 280 матчей, 1 гол.
Играл за сборные СССР — СССР (ол.) (2 игры — 1975, 1980) и первую (3 игры — 1974, 1979).
Чемпион Спартакиады народов СССР 1979 года в составе сборной Москвы.
По окончании игровой карьеры на административной и тренерской работе. Тренер СДЮШОР «Динамо» (Москва, 1986—1987). Начальник команды «Динамо-2» — 1988 (с апреля)—90 (по июль). Начальник команды «Динамо» (Москва) — 1990 (с августа)—2005. Начальник команды ЛФК «Динамо» Москва (с марта 2005).

## Стиль игры
Цепкий, смелый, решительный в борьбе за мяч, действовал всегда с полной самоотдачей. был силён в персональной опеке соперников.—  Энциклопедия «Российский футбол за 100 лет». Октябрь 1997 года.

## Достижения
- Бронзовый призёр Олимпийских игр: 1980
- Чемпион СССР 1976 (в); 3-й призёр чемпионата СССР: 1973, 1975.
- Обладатель Кубка СССР 1977; финалист Кубка 1979.
- Чемпион Спартакиады народов СССР 1979 в составе сборной Москвы.
- В «33-х» — № 3 (1974, 1975).
- В еврокубках — 17 матчей (КУЕФА — 9, КОК — 8).